# Clitocybe martiorum
Clitocybe martiorum är en svampart som beskrevs av J. Favre 1956. Clitocybe martiorum ingår i släktet Clitocybe och familjen Tricholomataceae.   Inga underarter finns listade i Catalogue of Life.
I den svenska databasen Dyntaxa används istället namnet Lepista martiorum för samma taxon.  Arten har ej påträffats i Sverige.